# 2 Korpus Zmechanizowany (1951–1955)
2 Korpus Zmechanizowany (2 KZmech) – związek taktyczny wojsk zmechanizowanych Sił Zbrojnych PRL.
W 1951 roku 2 Korpus Pancerny został przeformowany w 2 Korpus Zmechanizowany, co związane było z wcześniejszym przeformowaniem 10 Dywizji Pancernej i 11 Dywizji Piechoty Zmotoryzowanej w dywizje zmechanizowane. W listopadzie 1955 roku korpus ponownie przeformowano w 2 Korpus Pancerny wyłączając z jego składu 11 Dywizję Zmechanizowaną, którą zastąpiła 19 Dywizja Pancerna. W tym samym czasie 10 Dywizja Zmechanizowana została przeformowana w dywizję pancerną. 
2 Korpus Zmechanizowany podporządkowany był dowództwu Śląskiego Okręgu Wojskowego. Na wypadek wojny korpus podlegał bezpośrednio pod dowództwo Frontu Nadmorskiego tworząc wraz z 1 Korpusem Zmechanizowanym zgrupowanie wojsk szybkich.

## Struktura organizacyjna 2 KZmech (1952)
- Dowództwo korpusu we Wrocławiu
- kompania dowodzenia we Wrocławiu
- 52 Batalion Łączności we Wrocławiu
- 10 Sudecka Dywizja Zmechanizowana w Opolu
- 11 Dywizja Zmechanizowana w Żaganiu
- 6 Pułk Czołgów Ciężkich we Wrocławiu
- 36 Batalion Saperów w Głogowie

## Stan osobowy i uzbrojenie korpusu
Korpus liczył etatowo 18.300 żołnierzy, w tym 2.580 oficerów i 5.570 podoficerów. Jego uzbrojenie stanowiło: 296 czołgów średnich T-34/85, 73 czołgi ciężkie IS-2, 130 dział pancernych SU-85, ISU-122 i ISU-152, 44 samochody pancerne BA-64, 28 transporterów opancerzonych, 52 haubice 122 mm, 80 armat 76 mm, 28 armat 57 mm, 54 armaty przeciwlotnicze 37 mm, 92 moździerze 120 mm, 90 moździerzy 82 mm, 20 artyleryjskich wyrzutni rakietowych M-13, 360 granatników przeciwpancernych, 124 ciężkie karabiny maszynowe i 463 ręczne karabiny maszynowe.

## Dowódcy 2 KPanc / 2 KZmech
- gen. bryg. Dawid Barinow (1949-1952)
- gen. bryg. Siemion Tichonczuk (1952-1954)
- gen. bryg. Józef Kamiński (1954-1957)